# Тьей Теттха I
Чей Четта I (кхмер. ជ័យជេដ្ឋា ទី១) или Джая Джатха I (англ. Jaya Jatha I, около 1575 — 1596, Стынгтраенг) — король Камбоджи (1584—1595).
Полное тронное имя — Самдач Брхат Маха Упасака Махараджа Бупати Брхат Раджанкария Брхат Джая Джатхадхираджа Рамадипати Парама Бупати (санскр. Samdach Brhat Maha Upasaka Maharaja Bupati Brhat Rajankariya Brhat Jaya Jathadhiraja Ramadipati Parama Bupati).

## Биография
Родился в 1575 году, был вторым сыном царствовавшего короля Сатхи I (Махиндрараджа). В возрасте одиннадцати лет был объявлен прямым наследником престола и получил титул Брхат Раджанкария Брхат Джая Джатадхираджа (санскр. Brhat Rajankariya Brhat Jaya Jathadhiraja). Коронован своим отцом в 1584 году.
В 1594 году на Камбоджу напал Сиам. После того, как сиамская армия достигла Ловека, Чей Четта взял на себя прямое командование обороной.
Чей Четта бежал из столицы вместе со своим отцом Сатхой сначала в Срей Сантор, затем в Стунг Тренг, где и умер в 1595 году, не оставив наследников.